# Arinto

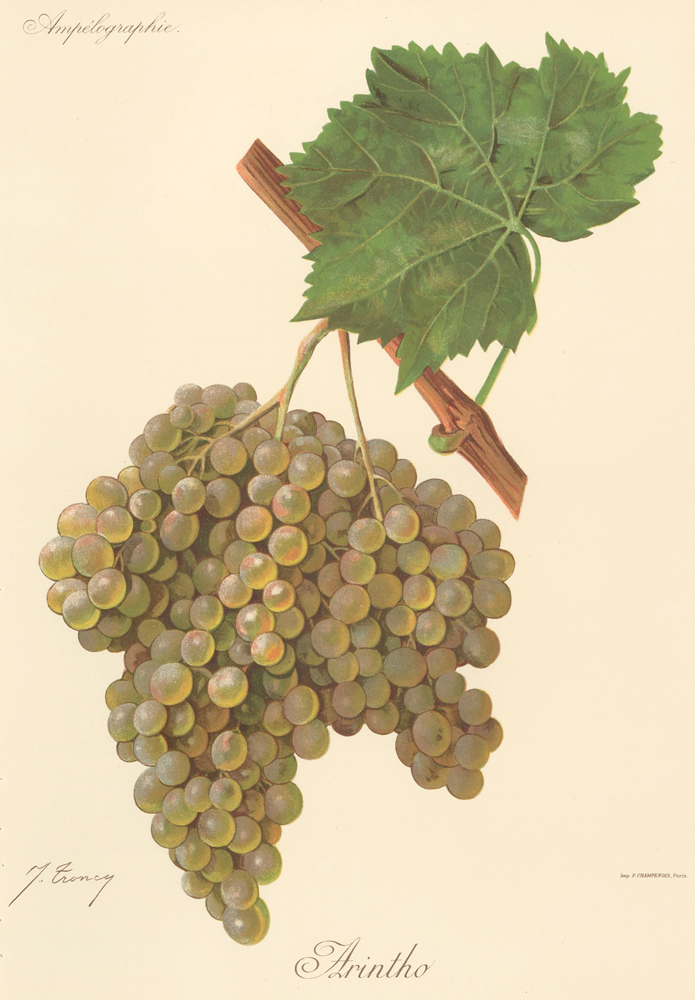
Ilustración de la variedad de uva Arintho por Jules Troncy en el libro "Ampélographie : traité général de viticulture".

La arinto o arinto de Bucelas es una uva blanca de vino de Portugal. Se usa sobre todo para la Denominação de Origem Controlada Bucelas, para el Vinho Regional Tejo y para el Vinho Verde. Produce vinos muy ácidos con notas a limón.

## Sinónimos
La arinto también es conocida por los sinónimos arintho, arintho du Dao, arinto cachudo, arinto cercial, arinto d'Anadia, arinto de Bucelas, arinto do Douro, arinto galego, asal espanhol, asal galego, assario branco, boal cachudo, branco espanhol, cerceal, chapeludo, malvasia fina, pe de perdiz branco, pederna y pedernao.
Arinto (o arintho) también es un sinónimo de otras variedades, como la malvasía fina, la loureiro blanco y la tempranillo.